# Affaire des paras de Francazal
 (avril 2009).
Si vous disposez d'ouvrages ou d'articles de référence ou si vous connaissez des sites web de qualité traitant du thème abordé ici, merci de compléter l'article en donnant les références utiles à sa vérifiabilité et en les liant à la section « Notes et références ».
Pour les articles homonymes, voir Francazal.
L'affaire des paras de Francazal est une affaire criminelle française dans laquelle quatre appelés parachutistes déserteurs du camp militaire logistique situé près de la base aérienne 101 Toulouse-Francazal, appartenant à l'arme du Matériel (BOMAP), ont tué une femme et deux adolescentes ainsi qu'un garde-chasse en 1989. Ils ont été condamnés pour homicides volontaires, viols, actes de barbarie et de tortures pour ces meurtres.

## Les faits
Le 30 mai 1989, Isabelle Rabou, une femme de 23 ans, disparaît dans la soirée près de Toulouse ; elle vient de boire un verre avec des amis et doit passer la nuit chez une amie qui l'héberge.
Le lendemain matin, son amie ainsi que ses parents, inquiets de ne pas recevoir de nouvelles de leur fille, vont au commissariat de Toulouse pour signaler la disparition d'Isabelle car ce n'est pas dans ses habitudes de disparaître et de ne pas donner de nouvelles. La police commence donc son enquête sur cette disparition, mais ne débouche sur aucune piste sérieuse. Puis la police apprend qu'une voiture calcinée a été retrouvée non loin du camp militaire de Francazal dans un champ : après vérification il s'agit du véhicule d'Isabelle Rabou. Les policiers décident de s'intéresser au camp militaire de Francazal qui se situe non loin de Toulouse.
Mais la loi n'autorise pas la police à pénétrer dans le camp ; pour ce faire, ils doivent faire appel à la gendarmerie. Les gendarmes entrent donc dans la BOMAP (Base opérationnelle mobile aéroportée, une unité de logistique rassemblant principalement du personnel des armes du Train et du Matériel) afin d'interroger le personnel de la base. En consultant les fichiers du camp, les gendarmes ne trouvent rien de spécial. Les semaines passent et l'enquête est au point mort : aucune piste n'est trouvée sur la mystérieuse disparition de Rabou.
Puis le 3 juillet 1989, au petit matin, un agriculteur découvre à une vingtaine de kilomètres de Toulouse un corps enterré dans un champ ; il s'agit d'Isabelle Rabou. L'autopsie permet d'établir qu'elle a été tuée, frappée et qu'elle a subi des violences sexuelles. Les gendarmes et les policiers font des planques près du camp de Francazal durant plusieurs jours et plusieurs nuits, mais cela ne donne rien.
Le 13 juillet 1989, un véhicule calciné est retrouvé dans un champ non loin du camp de Francazal ; lorsque les policiers font les premières constatations ils trouvent dans le coffre deux corps : il s'agit de deux jeunes femmes. Elles ont été sans doute violées et frappées avant d'être tuées (tout comme Isabelle Rabou).
Le 18 juillet au petit matin, dans l'Isère à Saint-Romain-de-Jalionas, le garde-chasse Marcel Douzet, âgé de 62 ans, est prévenu que des renards ont été aperçus dans les bois ; il se rend donc sur les lieux en mobylette pour voir de quoi il retourne. Vers 9 h, inquiète de ne pas voir son père rentrer, la fille de Douzet fait appel à la brigade de gendarmerie pour le rechercher.
Durant toute la journée du 18 juillet, des centaines de personnes (habitants du village, des forces de police ainsi qu'un hélicoptère de l'armée) se mettent à la recherche de Marcel Douzet. Puis en fin d'après-midi le fusil de Marcel Douzet est retrouvé dans un champ de maïs ; le corps de la victime est retrouvé finalement en début de soirée dans les bois, sous un amas de branchages.

## Enquête
À la découverte des corps le 13 juillet 1989, les identités des deux jeunes femmes brûlées restent inconnues et les policiers sont désormais persuadés que les trois femmes ont été assassinées par des mêmes personnes qui travailleraient au sein du camp militaire. Ils renforcent leurs équipes et la gendarmerie entre une nouvelle fois dans le camp militaire logistique (à ne pas confondre avec la base aérienne 101 voisine). Là, en consultant les fichiers du personnel, ils s'aperçoivent que deux appelés, Thierry El Borgi et Philippe Siauve ont déserté récemment. Les policiers et les gendarmes lancent un mandat d'arrêt contre les deux jeunes hommes, âgés d'une vingtaine d'années.
Le 18 juillet, Thierry El Borgi et Philippe Siauve sont repérés dans l'Ain par des policiers et s'enfuient. Les policiers et les gendarmes se lancent à leurs trousses ; El Borgi et Siauve parviennent à s'enfermer dans le sous-sol d'une maison de Saint-Romain-de-Jalionas, ville d'origine de Siauve, avant de se rendre. Ils sont arrêtés et conduits à la Gendarmerie de Crémieu.
Interrogés sur la mort de Marcel Douzet, Thierry El Borgi et Philippe Siauve avouent avoir tué le garde-chasse. Ils racontent avoir quitté la base de Francazal le 17 juillet pour une permission, puis s'être rendus dans l'Isère voir la mère de Philippe Siauve. Là, ils volent une voiture, tirent en direction d'un bar où il y avait des Maghrébins, puis tuent deux vaches en pleine campagne. Enfin, ils s'arrêtent devant une « cité d'Arabes » et tirent sur la foule sans faire de victimes (ils racontent avoir tiré sur des personnes d'origine arabe car Siauve plus particulièrement déteste les « bougnoules »). Le matin du 18 juillet ils croisent Marcel Douzet. Philippe Siauve le connaît bien et entame une discussion avec lui, tandis qu'El Borgi tire sur Marcel Douzet. Ils jettent le fusil dans le champ de maïs avant de transporter le corps du garde-chasse dans les bois.
Le 20 juillet, les deux paras sont rapatriés vers Toulouse pour être interrogés sur leur éventuelle implication dans la mort d'Isabelle Rabou et des deux jeunes femmes dont l'identité reste inconnue. Sur place, Thierry El Borgi et Philippe Siauve dénoncent deux autres complices, Franck Feuerstein et Thierry Jaouen. Interpellés, ces deux derniers avouent leurs implications dans les deux meurtres. L'enquête montrera que les quatre paras de Francazal ont eu une enfance difficile (El Borgi est né d'un viol, Siauve aurait été abandonné par sa mère à l'âge de 10 ans). Leurs adolescences étaient faites de petits délits avant qu'ils ne se rencontrent à Francazal au sein de la BOMAP.
El Borgi et Siauve avouent avoir tué Isabelle Rabou avec Thierry Jaouen. Le soir du 31 mai 1989, ils errent dans Toulouse à la recherche d'une voiture à voler pour rentrer dans leur camp militaire. Ils repèrent la voiture conduite par Isabelle Rabou, la prenne en otage, et roulent dans la nuit vers Francazal puis s'arrêtent dans un champ. Là, ils battent et violent Isabelle Rabou à tour de rôle, avant de l'étrangler et de la tuer. Ils brûlent sa voiture et transportent son cadavre dans un autre champ à une vingtaine de kilomètres de Francazal.
El Borgi et Siauve avouent ensuite avoir tué les deux adolescentes le week-end du 13 juillet lors d'une permission. Ce soir là, ils veulent aller en boîte de nuit mais celle-ci étant fermée, ils se rendent près de Toulouse pour la fête foraine du 14 juillet. C'est là qu'ils croisent les deux victimes (Noria Boussedra, 17 ans, et Luisa De Azevedo, 12 ans) alors qu'elles attendent le bus. Ils les prennent avec eux, les emmènent dans un champ ou au bord d'une petite route. El Borgi frappe Noria Boussedra mais ne la viole pas, car elle a ses règles. Puis il l'étrangle et la tue. Siauve frappe Luisa De Azevedo et la viole, avant de l'étrangler et de lui porter un coup de poignard fatal à la gorge.
Déférés devant le juge d'instruction, Thierry El Borgi, Philippe Siauve, Franck Feuerstein et Thierry Jaouen sont inculpés pour homicides volontaires, enlèvements, viols, actes de barbarie et de tortures et sont aussitôt incarcérés.

## Suspects
Thierry El Borgi, dix neuf ans, sort d'une adolescence difficile. Sa mère a passé son enfance dans divers foyers, et il serait né à la suite d'un viol dont sa mère nie les faits. Philippe Siauve, vingt ans, est le « meilleur ami » d'El Borgi. Il est abandonné par sa mère à l'âge de dix ans et vit également une enfance difficile. Au moments des faits, ils sont tous deux appelés au service militaire, à la base mobile de Toulouse,. 
Le soir du 30 mai 1989, ils sont accompagnés de Thierry Jaouen, un jeune de dix-neuf ans également appelé au service. Quelques semaines plus tard en juillet, ils sont également accompagnés de Franck Feuerstein, vingt ans.

## Procès et condamnations
Le procès des quatre appelés de Francazal s'ouvre le 15 avril 1991. Ce sont quatre jeunes hommes d'une vingtaine d'années qui se présentent devant la cour d'assises de Toulouse.
Ils ne fournissent aucune explication sur ce qui a motivés leurs virées sanglantes et leurs meurtres. Ils n'expriment aucun remords, même si quelques regrets se font entendre en ce qui concerne le meurtre des trois jeunes femmes. Ils n'expriment en revanche ni pardons ni regrets pour la mort de Marcel Douzet. Les jurés doivent répondre à 130 chefs d'accusation qui pèsent sur les quatre jeunes appelés. El Borgi nuancera ses actes en clamant qu'il « aurai[t] cent fois préféré tuer un Maghrébin que de participer au meurtre des deux jeunes filles ».
Le 25 avril 1991, les quatre accusés sont tous condamnés à la prison à perpétuité avec une peine de sûreté de trente ans pour Philippe Siauve et Thierry El Borgi, de quinze ans pour Thierry Jaouen et de treize ans pour Franck Feuerstein. Siauve et El Borgi deviennent, à cette date, les criminels les plus lourdement condamnés en France, avec une peine de sûreté sur trente ans, prononcé auparavant une seule fois dans un jugement cassé par la Cour de Cassation,.

## Chronologie des incarcérations
Thierry Jaouen obtient en octobre 2009 un régime de semi-liberté, pour une durée d'un an. Il est également astreint à une surveillance socio-judiciaire pour les huit ans de sa libération conditionnelle. Il est libéré en octobre 2010, ses conditions de libération s'achèvent en octobre 2018,,.
Franck Feuerstein meurt le 20 février 2012.
Philippe Siauve et Thierry El Borgi sont toujours incarcérés.

## Article de presse
- « Peine maximum pour les paras assassins » Article publié le 27 avril 1991 dans L'Humanité.

## Documentaires télévisés
- Faites entrer l'accusé, présenté par Christophe Hondelatte, en avril 2009 et août 2010, « Les paras de Francazal, virée sanglante », sur France 2.
- Enquêtes criminelles : le magazine des faits divers, le 2 mars 2011, « L'affaire des paras de Francazal, virée meurtrière », sur W9.

## Émission radiophonique
- « L'affaire des paras de Francazal », le 20 janvier 2014 dans L'heure du crime de Jacques Pradel sur RTL.